# Rivières-le-Bois
Rivières-le-Bois település Franciaországban, Haute-Marne megyében. Lakosainak száma 69 fő (2022. január 1.). Rivières-le-Bois Champsevraine, Coublanc, Grandchamp, Heuilley-le-Grand, Les Loges, Maâtz, Saint-Broingt-le-Bois és Violot községekkel határos.

## Népesség
A település népessége az elmúlt években az alábbi módon változott:
| Lakosok száma | 116  | 92   | 82   | 60   | 74   | 74   | 73   | 69   | 69   | 69   |
|               | 1968 | 1982 | 1990 | 2006 | 2013 | 2015 | 2017 | 2019 | 2020 | 2022 |